# Live (album des Corrs)
Pour les articles homonymes, voir Liste des albums intitulés Live.
Albums de The Corrs
Forgiven, Not Forgotten
(1995) Talk on Corners
(1997)
The Corrs Live est un album du groupe irlandais The Corrs destiné au marché japonais. Il n'est donc disponible qu'en import.

## Liste des morceaux
1. Runaway [Live] - 4:21
2. Secret Life [Live] - 5:01
3. Toss The Feathers [Live] - 3:35
4. Forgiven, Not Forgotten [Acoustique] - 3:57
5. The Right Time [Acoustique] - 3:01
6. Rainy Day [Inédit] - 4:04
7. The Right Time [Radio Edit Dance Mix] - 3:34